# 西野史尚
西野 史尚（にしの ふみひさ、1958年10月6日 - ）は、日本の鉄道実業家。JR北海道取締役副社長、JR東日本代表取締役副社長、JRグループ健康保険組合理事長等を経て、初代JR東日本クロスステーション代表取締役社長。

## 人物・経歴
大分県中津市生まれ。1977年大分県立中津南高等学校卒業。1981年一橋大学社会学部卒業。中津南高校の同級生に奥和登・農林中金理事長、賀来高志・元野村不動産副社長、後藤弘樹・元日本地熱協会会長、柳基善・クレアティフ代表がいる。高校時代は合唱部、大学時代は応援部に所属した。
1981年日本国有鉄道入社。営業、総務、経営企画、投資計画、安全対策に携わった。
2008年JR東日本投資計画部長。2010年同社執行役員安全企画部長、日本観光振興協会理事。2013年JR東日本仙台支社長。2014年からJR北海道取締役副社長を務め、安全部門トップの安全統括管理者や鉄道事業本部長、鉄道総合技術研究所理事を兼務。事故が多発したJR北海道に対し、政府がJR東日本に「安全と経営の両面に明るい人材の派遣」を要請、西野が派遣された。
2018年JR東日本代表取締役副社長、JRグループ健康保険組合理事長、国土交通省鉄道の輸送トラブルに関する対策のあり方検討会委員、東京商工会議所交通運輸部副部会長、日本交通協会監事。
2021年にJR東日本代表取締役副社長を退任し、同年から新設のJR東日本クロスステーション代表取締役社長を務め、赤尾洋昭が代表取締役社長を務めるセイコーマート（セコマ）との間で地域創生に向けた協定を締結するなどした。2023年如水会副理事長。